# Маріана Меса
Маріана Меса (ісп. Mariana Mesa; нар. 1 квітня 1980) — колишня колумбійська тенісистка.
Найвищу одиночну позицію світового рейтингу — 251 місце досягла 15 травня 2000, парну — 161 місце — 7 серпня 2000 року.
Здобула 5 одиночних та 7 парних титулів туру ITF.

## Фінали ITF

### Одиночний розряд: 7 (5–2)
| Результат | Ранг | Дата            | Турнір                      | Покриття | Суперниця            | Рахунок       |
| --------- | ---- | --------------- | --------------------------- | -------- | -------------------- | ------------- |
| Перемога  | 1.   | 18 вересня 1994 | ITF Манісалес, Колумбія     | Ґрунт    | Стефанія Ґерке       | 6–3, 6–4      |
| Перемога  | 2.   | 6 липня 1998    | ITF Віго, Іспанія           | Ґрунт    | Паула Раседо         | 6–1, 6–4      |
| Перемога  | 3.   | 13 вересня 1998 | ITF Ліма, Перу              | Ґрунт    | Сабріна Валенті      | 6–0, 7–6      |
| Перемога  | 4.   | 23 травня 1999  | ITF Сарагоса, Іспанія       | Ґрунт    | Лусіана Масанте      | 1–6, 6–4, 6–1 |
| Перемога  | 5.   | 29 серпня 1999  | ITF Ла-Пас, Болівія         | Ґрунт    | Меліса Аревало       | 6–1, 6–4      |
| Поразка   | 1.   | 26 вересня 1999 | ITF Асунсьйон, Парагвай     | Ґрунт    | Марія Емілія Салерні | 6–3, 6–7, 5–7 |
| Поразка   | 2.   | 3 вересня 2000  | ITF Буенос-Айрес, Аргентина | Ґрунт    | Роміна Оттобоні      | 6–7(3), 2–6   |

### Парний розряд: 14 (7–7)
| Результат | Ранг | Дата              | Турнір                    | Покриття | Партнерка            | Суперниці                           | Рахунок          |
| --------- | ---- | ----------------- | ------------------------- | -------- | -------------------- | ----------------------------------- | ---------------- |
| Поразка   | 1.   | 11 вересня 1995   | ITF Букараманга, Колумбія | Ґрунт    | Карміна Хіральдо     | Джоанн Мур Хімена Родрігес          | 5–7, 6–4, 4–6    |
| Поразка   | 2.   | 22 червня 1998    | ITF Сантандер, Іспанія    | Ґрунт    | Хуліана Гарсія       | Маріна Ескобар Лурдес Домінгес Ліно | 1–6, 6–7(1)      |
| Перемога  | 1.   | 7 вересня 1998    | ITF Ліма, Перу            | Ґрунт    | Ніна Ніттінгер       | Наталія Гуссоні Сабріна Валенті     | 6–3, 7–5         |
| Поразка   | 3.   | 30 листопада 1998 | ITF Богота, Колумбія      | Ґрунт    | Фабіола Сулуага      | Катарина Среботнік Зузана Валекова  | 3–6, 4–6         |
| Перемога  | 2.   | 23 травня 1999    | ITF Сарагоса, Іспанія     | Ґрунт    | Лурдес Домінгес Ліно | Меліса Аревало Хорхеліна Торті      | w/o              |
| Поразка   | 4.   | 31 травня 1999    | ITF Аземейш, Португалія   | Тверде   | Хорхеліна Торті      | Келлі Лігган Ципора Обзилер         | 4–6, 6–4, 6–7(6) |
| Перемога  | 3.   | 2 серпня 1999     | ITF Каракас, Венесуела    | Тверде   | Меліса Аревало       | Габріела Волекова Аліенор Трісеррі  | 7–5, 7–6(1)      |
| Перемога  | 4.   | 23 серпня 1999    | ITF Ла-Пас, Болівія       | Ґрунт    | Меліса Аревало       | Елга Віейра Ана Паула Нуваес        | 6–1, 6–4         |
| Поразка   | 5.   | 19 вересня 1999   | ITF Асунсьйон, Парагвай   | Тверде   | Аліенор Трісеррі     | Россана де лос Ріос Ларісса Шерер   | 2–6, 3–6         |
| Перемога  | 5.   | 5 грудня 1999     | ITF Калі, Колумбія        | Ґрунт    | Фабіола Сулуага      | Міріам Д'Агостіні Ларісса Шерер     | 2–6, 7–6, 6–1    |
| Поразка   | 6.   | 24 липня 2000     | ITF Памплона, Іспанія     | Тверде   | Ліенн Бейкер         | Іветте Бастінг Мія Буріч            | 2–6, 0–6         |
| Поразка   | 7.   | 3 вересня 2000    | ITF Буенос-Айрес 2        | Ґрунт    | Ларісса Шерер        | Меліса Аревало Паула Раседо         | 3–6, 5–7         |
| Перемога  | 6.   | 10 вересня 2000   | ITF Буенос-Айрес 3        | Ґрунт    | Роміна Оттобоні      | Сабріна Валенті Наталія Гуссоні     | 1–6, 6–4, 6–3    |
| Перемога  | 7.   | 8 жовтня 2000     | ITF Мехіко, Мексика       | Тверде   | Бранка Бойович       | Алехандра Ріверо Серене Реєс        | 5–3, 4–0, 3–5    |